# Bella Block: Kurschatten
Kurschatten ist ein deutscher Fernsehfilm von Thorsten Näter aus dem Jahr 2003. Es handelt sich um den 14. Filmbeitrag der ZDF-Kriminalfilmreihe Bella Block.

## Handlung
Bella Block ist auf dem Weg zur Kur an die Nordsee. Unerwartet begegnet sie hier ihrer Jugendliebe Henning Harmsen. Als kurze Zeit später Harmsens Neffe im benachbarten Internat tödlich verunglückt, glaubt Bella Block sofort an Mord. Doch der Internatsdirektor sieht das anders. Angeblich hatte der Junge mit fast allen Ärger und machte einen Unsinn nach dem anderen. Das bestätigt auch der Reitlehrer, der ihn zwar als talentierten, aber sehr undisziplinierten Menschen kannte. Die Kommissarin ermittelt nun auf eigene Faust, da sie auch im Urlaub ihren Beruf nicht einfach vergessen kann. Da die Kurunterkunft jedoch so ganz und gar nicht ihrer gewohnten Tagesgestaltung entspricht, zieht sie dort aus und in Harmsens Pension. Simon Abendroth, der seine Bella in sehr vertrautem Umgang mit einem anderen Mann sieht, ist enttäuscht.
Jens Harmsen lebte bei seinem Onkel, weil seine Eltern keine Zeit für ihn haben und weltweit unterwegs sind. Nach Bellas ersten Ermittlungen ging es in der Schule um einen Flaggenstreit anlässlich einer Sonnenwendfeier, der ausartete und nationalsozialistische Züge bekam. Jens lehnte dieses Verhalten ab und hatte sich von diesen Schülern nicht nur distanziert, sondern sich regelrecht mit ihnen angelegt. Bella Block spricht den Internatsdirektor auf „sein“ Naziproblem an. Dieser wiegelt ab und meint, sich solchen Problemen stellen zu müssen, ohne gleich die Schüler von der Schule zu weisen. So etwas könne man nur in Gesprächen und mit Geduld lösen.
Bella Block ist sich sicher, dass der Sturz von Jens Mitschülern herbeigeführt wurde. Nach Aussage von Jens Freundin hatte die Gruppe, der Anstand, Ehrlichkeit und Kameradschaft angeblich viel bedeutet, abgestimmt, ihm einen Denkzettel zu verpassen. Dazu wurden zwei Schüler anonym ausgelost, wer die zwei waren, könne auch sie nicht sagen. Eine Spur führt aber auch zum Reiterhof, wo Jens seit kurzem in die Frau seines Reitlehrers verliebt gewesen sein soll. Mette Reinders gibt jedoch an, dass alles nur ein kleines Geplänkel gewesen sei, das im Rahmen blieb. Inzwischen geben die Mitschüler Riemann und Kollart bei der Polizei zu Protokoll, in Harmsens Zimmer Rauch geleitet zu haben, um ihm einen Schrecken einzujagen. Daher sind sie sich sicher, dass er deshalb aus dem Fenster gesprungen sei. Bella Block klingt das alles zu einfach und sie findet heraus, dass Karin Harmsen vor vielen Jahren mit Hauke Reinders zusammen war und der Reitlehrer der Vater des Opfers ist, was dieser allerdings nicht weiß. Wohingegen Jens das herausgefunden hatte und Reinders deshalb immer wieder provoziert hatte. In der Tatnacht waren beide auf dem Internatsgelände in Streit geraten, in dessen Folge Reinders Jens mit einem Stein niedergeschlagen und dann sich selbst überlassen hatte.

## Hintergrund
Der Film wurde in Hamburg gedreht und am 19. April 2003 um 20:15 Uhr im ZDF erstausgestrahlt.

## Kritik
Rainer Tittelbach von tittelbach.tv urteilte: „Kurschatten“ „ gehört zu den schwächsten Filmen der ZDF-Vorzeige-Reihe. Ein überkonstruiertes Krimi-Szenario, ein holzschnittartiger Samstagskrimi, in dem Autor und Regie das Sagen haben. Angesichts eines grob gestanzten Diskurses über nationalistische Jungmänner gibt es auch keinen Themen-Bonus.“ „Torsten Näter passt sich dem grobschlächtigen Drehbuch an, trimmt das Ganze ein bisschen auf Nordsee-Western – billige Parallelmontagen und nervtötender Musik-Score inklusive. Durch den Aufmarsch großartiger Schauspieler gibt es in ‚Kurschatten‘ zwar einige reizvolle Details zu entdecken, doch die Enttäuschung bleibt!“
Die Kritiker der Fernsehzeitschrift TV Spielfilm vergaben allerdings die beste Wertung (Daumen nach oben) und meinten: „Eine stimmige und vielschichtige Story.“